# Hrithik Roshan

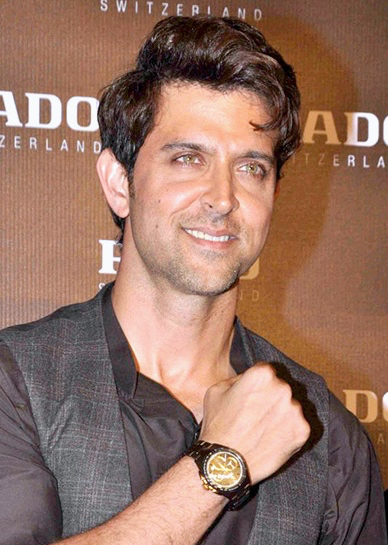
Hrithik Roshan, 2016

Hrithik Nagrath Roshan (Hindi, ऋतिक रोशन, Ṛtik Rośan; * 10. Januar 1974 in Mumbai) ist ein indischer Bollywood-Schauspieler.

## Leben
Seine Eltern sind die Schauspieler Pinky und Rakesh Roshan. Rakesh ist Produzent und Regisseur. Der Schauspieler hat an der rechten Hand zwei Daumen (Polydaktylie).
Hrithiks erste Filmrolle war 1980 in Aasha, in dem er einen tanzenden Jungen spielte. Später arbeitete er hinter der Kamera für seinen Vater. Bei den Dreharbeiten zum Film Karan Arjun, ermunterte ihn der Hauptdarsteller Salman Khan, es mit der Schauspielerei zu versuchen.
Hrithik wurde über Nacht zum Star, als er zusammen mit Amisha Patel die Hauptrolle in Kaho Naa ... Pyaar Hai – Liebe aus heiterem Himmel spielte. Regie führte sein Vater. Er wurde als Shah Rukh Khans Nachfolger angesehen, aber abgesehen von In guten wie in schweren Tagen (Kabhi Khushi Kabhie Gham) im Jahr 2001 und Koi... Mil Gaya im Jahr 2003 hatten seine Filme nur mäßigen Erfolg.
Hrithik Roshan war mit Susanne Khan der Tochter von Sanjay Khan verheiratet, die er seit der High School kannte. Sie haben zwei gemeinsame Söhne, die 2006 und 2008 geboren wurden. Im Dezember 2013 gab das Paar seine Trennung bekannt. Sie ließen sich 2014 nach 14 Jahren Ehe offiziell scheiden.
Wie viele Bollywood-Schauspieler tritt auch Hrithik in Bollywood-Shows auf. Seinen ersten Auftritt hatte er bei den Lux Cine Awards im Jahr 2001.
Im Jahr 2006 feierte er zwei Erfolge mit den Filmen Krrish, einer Fortsetzung von Koi... Mil Gaya, bei der sein Vater Regie führte. Hrithik ist in diesem Film in der Rolle eines Superhelden zu sehen; sein weiblicher Gegenpart wird von Priyanka Chopra gespielt und Dhoom 2 – Back in Action, in dem er die Rolle des Schurken übernahm, sein weiblicher Gegenpart in diesem Film wurde von Aishwarya Rai gespielt. 2008 stand er mit dem lange angekündigten Film Jodhaa Akbar wieder im Mittelpunkt. Er spielt darin den Mogulkaiser Akbar I., Aishwarya Rai die Rajputenprinzessin Jodhaa. Der Film Bang Bang!, ein offizieller Remake von Knight and Day, in dem er neben Katrina Kaif zu sehen ist, hatte eine der höchsten Einnahmen am Eröffnungstag, in der indischen Filmgeschichte.

## Filmografie
- 1980: Aasha
- 1980: Randi ko Choro
- 1986: Bhagwan Dada
- 2000: Mission Kashmir – Der blutige Weg der Freiheit (Mission Kashmir)
- 2000: Fiza
- 2000: Kaho Naa ... Pyaar Hai – Liebe aus heiterem Himmel (Kaho Naa... Pyaar Hai)
- 2001: In guten wie in schweren Tagen (Kabhi Khushi Kabhie Gham)
- 2001: Bittersüße Erinnerungen (Yaadein)
- 2002: Beste Freunde küsst man nicht! (Mujhse Dosti Karoge!)
- 2002: Na Tum Jaano Na Hum (Nur dich Liebe ich)
- 2002: Aap Mujhe Achche Lagne Lage
- 2003: Sternenkind – Koi Mil Gaya (Koi... Mil Gaya)
- 2003: Main Prem Ki Diwani Hoon – Ich sehne mich nach deiner Liebe (Main Prem Ki Diwani Hoon)
- 2004: Mut zur Entscheidung – Lakshya (Lakshya)
- 2006: I See You (Gastauftritt)
- 2006: Dhoom 2 – Back in Action
- 2006: Krrish (Krrishna)
- 2007: Om Shanti Om (Gastauftritt)
- 2008: Jodhaa Akbar
- 2008: Krazzy 4 (Gastauftritt)
- 2009: Luck by Chance – Liebe, Glück und andere Zufälle
- 2010: Kites
- 2010: Guzaarish – Die Magie des Lebens
- 2011: Zindagi Na Milegi Dobara
- 2011: Don – The King is back (Gastauftritt)
- 2012: Agneepath
- 2013: Main Krishna Hoon (Gastauftritt)
- 2013: Krrish 3
- 2014: Bang Bang
- 2016: Mohenjo Daro - Das Geheimnis der verschollenen Stadt
- 2017: Kaabil
- 2019: Super 30
- 2019: War
- 2022: Vikram Vedha
- 2023: Tiger 3
- 2024: Fighter

## Auszeichnungen
- 2000: Filmfare Best Male Newcomer Award for Kaho Naa Pyaar Hai
- 2000: Filmfare Best Actor Award for Kaho Naa Pyaar Hai
- 2000: IIFA Best Actor Award for Kaho Naa Pyaar Hai
- 2000: Zee Cine Best Male Newcomer Award for Kaho Naa Pyaar Hai
- 2000: Zee Cine Best Actor Award for Kaho Naa Pyaar Hai
- 2000: Sansui Awards: Best Male Newcomer for Kaho Naa Pyaar Hai
- 2000: Star Screen Best Male Newcomer Award for Kaho Naa Pyaar Hai
- 2000: Star Screen Best Actor Award for Kaho Naa Pyaar Hai
- 2000: Aashirwaad Awards: Best Actor for Kaho Naa Pyaar Hai
- 2000: BFJA Awards: Best Actor Critics for Fiza
- 2000: Citizens Awards: Outstanding Contribution to Indian Cinema
- 2000: Filmgoers Awards: Best Actor for Kaho Naa Pyaar Hai
- 2000: Filmgoers Awards: Best Male Newcomer for Kaho Naa Pyaar Hai
- 2000: Filmgoers Awards: Best Actor Critics for Kaho Naa Pyaar Hai
- 2000: Kalashree Awards: Best Actor for Kaho Naa Pyaar Hai
- 2001: Zee Gold Awards: Best Supporting Actor for Kabhi Khushi Kabhie Gham
- 2003: Anandlok Awards: Best Male Actor for Koi Mil Gaya
- 2003: Apsara Awards: Best Male Actor for Koi Mil Gaya
- 2003: Asian Guild Awards: Best Actor for Koi Mil Gaya
- 2003: Chhoton Ka Funda Awards: Kamaal Da Actor Award for Koi Mil Gaya
- 2003: FICCI Hall Of Fame Awards: Best Actor Award for Koi Mil Gaya
- 2003: Pogo Awards: Best Actor for Koi Mil Gaya
- 2003: Filmfare Best Actor Award for Koi Mil Gaya
- 2003: Filmfare Best Actor Critics Award for Koi Mil Gaya
- 2003: IIFA Best Actor Award for Koi Mil Gaya
- 2003: Zee Cine Best Actor Award for Koi Mil Gaya
- 2003: Sansui Awards: Best Actor for Koi Mil Gaya
- 2003: Star Screen Best Actor Award for Koi Mil Gaya
- 2004: Stardust Best Actor Award for Lakshya
- 2006: Global Indian Film Best Actor Award for Krrish
- 2006: Star Screen Best Actor Award for Krrish
- 2006: Anandlok Awards: Best Male Actor for Krrish
- 2006: Pogo Awards: Most Amazing Actor for Krrish
- 2006: Radio Sargam Bollywood Awards: Best Actor for Krrish
- 2006: Radio Sargam Bollywood Awards: Best Actor In A Negative Role for Dhoom 2
- 2006: Filmfare Awards: Best Actor Award for Dhoom 2
- 2007: IIFA Best Actor Award for Krrish
- 2007: IIFA Most glamorous male star
- 2008: Star Screen Best Actor Award for Jodha Akbar